# Кованда Іван Михайлович
Іван Михайлович Кованда (нар. 23 жовтня 1967, Українська РСР) — радянський та український футболіст та тренер, грав на позиції півзахисника.

## Кар'єра гравця
Виступав у клубах Гірник (Новояворівськ), «Шахтар» (Червоноград), «Трансімпекс-Рось» (Біла Церква), «Схід» (Славутич), «Олімпія ФК АЕС» та «Рава» (Рава-Руська). У 90-х роках виїхав до Польщі, де захищав кольори нижчолігових клубів.

## Кар'єра тренера
По завершенні кар'єри гравця розпочав тренерську діяльність. Спочатку тренував аматорську команду «Рава» (Рава-Руська). З лютого до серпня 2007 року очолював рівненський «Верес». Потім тренував аматорські команди в чемпіонаті Львівської області.